# Tlacotepec (cerro)
El Tlacotepec es un cerro de México. Es el segundo pico más alto del estado de Guerrero. 

## Características
Conforma la sierra Madre del Sur, su nombre proviene de la lengua náhuatl que significa roca o cerro partido, esta en las coordenadas 17.3833333°N y 100,0833333°E a partir del meridiano de Greenwich. Tiene una altitud de 3324 m s. n. m. Se encuentra en el municipio de Coyuca de Benitez casi colindando con el municipio de Chilpancingo de los Bravos los pueblos más cercanos son El Edén a 7 km de distancia, El paraíso a 19 km y Tepetixtla a 23 km..

## Flora
La flora está compuesta principalmente por pinos y encinos. Por su parte, cuenta con diferentes especies de animales como el jaguar, liebres, venados de cola blanca, osos hormigueros, tigrillos, mapaches, tejones, armadillos y una gran variedad de aves.

## Clima
Tiene lluvias en vereano con temperaturas de 30 °C. y en invierno temperaturas de -5 °C.En algunos años llega a granizar a una altura mayor a 3.000 m s. n. m.
- Datos: Q2840302